# Cellnex Telecom
Cellnex Telecom S.A. è una società spagnola attiva nel business delle torri, detenendo infrastrutture per le telecomunicazioni elettroniche. L'azionista più importante del gruppo spagnolo è la società Edizione S.p.A., holding della famiglia Benetton. In particolare Cellnex ospita, nei suoi siti, apparati di trasmissione radio per le telecomunicazioni. In particolare, gestisce torri, tralicci, pali e impianti tecnologici che consentono alle compagnie telefoniche di erogare servizi di telefonia mobile.
Cellnex Telecom è un operatore indipendente nel settore delle infrastrutture per le telecomunicazioni, con un portafoglio totale di 25.032 torri in portafoglio al 31 dicembre 2018. È membro dell'Istituto europeo per le norme di telecomunicazione (ETSI).

## Storia
La società affonda le sue origini in Acesa Telecom SAU, nata nel marzo 2000, all'interno del gruppo autostradale Acesa, (in seguito più noto come Abertis), con l'obiettivo di diversificare il business aziendale. In quest'ottica, nello stesso anno acquista dalla Generalitat de Catalunya il 52% di Tradia, il secondo operatore spagnolo di reti e infrastrutture per le telecomunicazioni radiotelevisive. In particolare, Tradia era titolare di cinquecento impianti tra la Catalogna, l'Aragona, Valencia e le isole Baleari, occupando trecento dipendenti.
Nel 2003 Abertis Telecom (nuova denominazione di Acesa Telecom a partire dal 2001) arriva a possedere il 100% di Tradia: contemporaneamente acquisisce da AUNA anche la proprietà di Retevision I, leader spagnolo nella trasmissione e nella diffusione del segnale audiovisivo, per un importo pari a 423 milioni di euro, assicurandosi così una rete di 2.400 impianti.
Dopodiché inizia la sua espansione internazionale; nel 2007 entra in Eutelsat con il 31,6% diventando il primo azionista, nel 2014 acquista per 94,6 milioni di euro l'italiana TowerCo S.p.A. che assicura la copertura telefonica sulla rete autostradale di Autostrade per l'Italia con 306 torri. Tuttavia, il 95% del suo fatturato avviene ancora in Spagna: a livello mondiale ha 7.000 siti.
Diventata Cellnex Telecom nel 2015, rileva per 693 milioni di euro il 90% di Galata S.p.A., società a cui Wind Telecomunicazioni ha conferito 7.377 torri di trasmissioni; Galata, per 15 anni, fornirà servizi di trasmissione a Wind. Negli anni a seguire, sbarca anche in Francia con un investimento di 80 milioni di euro per 230 impianti di Bouygues Télécom, Paesi Bassi, mettendo sul piatto 109 milioni di euro per le 261 torri di Protelindo, Regno Unito con altri 393 milioni di euro per l'acquisto di Shere Group, operatore anglo-olandese con 1.000 impianti su entrambi i lati della Manica.
Nel giugno 2016 debutta alla Borsa di Madrid nell'indice IBEX-35. Al 28 ottobre 2016 Cellnex è proprietaria di circa 18.000 siti in tutta Europa, che la rendono il primo attore del continente ed il terzo a livello mondiale. Con il 2017, in cordata con Swiss Life e Deutsche Telekom, raggiunge un accordo con Sunrise Communications International per ottenere il 100% di Swiss Towers AG, proprietario di 2.239 siti di trasmissione in terra elvetica, in cambio di 430 milioni di euro. Inoltre, versando altri 67 milioni di euro finalizza la transazione per ulteriori 270 torri di Bouygues.
Il 12 luglio 2018, l'italiana ConnecT S.p.A. (100% Sintonia S.p.A.) acquista il 29,9% di Cellnex Holding per 1,48 miliardi di euro. A ottobre 2018, il fondo di Singapore GIC ed il fondo Abu Dhabi Investment Authority entrano in ConnecT con il 20% ciascuno. Il 7 maggio 2019 Cellnex stringe un accordo con Xavier Niel, per le società del suo network in Italia, Francia e Svizzera, pagando 2,7 miliardi di euro per aggiudicarsi 10.700 impianti di trasmissione:
- Iliad Italia TowerCo[32] venderà a Cellnex 2.200 torri, per un totale di 600 milioni di euro[33];
- Iliad S.A.[34], in Francia, ha sottoscritto un contratto dal valore di 1,4 miliardi di euro in base al quale conferirà 5.700 torri in una società di cui Cellnex avrà il 70% e Free il 30%[35]
- Salt Mobile, in svizzera, aprirà le porte del suo azionariato e delle sue 2.800 torri a Cellnex, che entrerà nella compagnia con il 90%, versando 700 milioni di euro[36].

Nell'ottobre 2019 Cellnex acquista 7.400 impianti della britannica Arqiva e i diritti su ulteriori 900 siti, per un totale di 2,5 miliardi di euro. Il 23 dicembre 2019 Cellnex ha finalizzato l'acquisto delle antenne, site in Francia e Italia, del Gruppo Iliad. Il 2 gennaio 2020 Cellnex Telecom rende noto l'accordo, raggiunto con Altice Europe e Belmont Infra Holding, per l'acquisizione della totalità dei siti e delle torri di telecomunicazione di Omtel, principale operatore d'infrastrutture per le telecomunicazioni del Portogallo. L'operazione prevede altresì la realizzazione di quattrocento nuovi siti da effettuarsi in quattro anni.

## Bilancio
Il bilancio 2018 si è chiuso con 897,87 milioni di euro di ricavi, Ebitda di 590 milioni di euro, Ebit di 112,53 milioni, una perdita di 14,98 milioni di euro a seguito dell'impatto per 46 milioni di euro del piano di pensionamenti per i dipendenti nel biennio 2018-2019.
Il 65% dei ricavi deriva dalle locazioni degli impianti, il 26% da servizi di trasmissione (principalmente distribuzione e diffusione del segnale radiotelevisivo spagnolo, servizi agli over-the-top ecc.).